# Erbil Sports Club
Maillots
Actualités
Le Erbil Sports Club (en arabe : نادي أربيل الرياضي et en kurde : یانەی وەرزشیی هەولێر), plus couramment abrégé en Erbil SC, est un club irakien de football fondé en 1968 et basé dans la ville d'Erbil, au Kurdistan.

## Histoire
Fondé en 1968, Erbil SC est un club kurde du Kurdistan irakien est un des clubs les plus performants du pays à la fin des années 2000. Triple vainqueur du championnat national entre 2007 et 2009 (plus une place de dauphin en 2011), l'équipe a également réussi à atteindre le dernier carré de la Coupe de l'AFC 2011.
La saison 2012 est encore plus réussie avec un nouveau titre de champion d'Irak et une campagne continentale achevée par une finale, disputée et perdue (4-0) face aux Koweïtiens d'Al Kuwait Kaifan.

## Palmarès
| Compétitions nationales | Compétitions internationales                   |
| --- | ---------------------------------------------- |
| - Championnat d'Irak (4) : - Champion : 2006-07, 2007-08, 2008-09 et 2011-12. - Vice-champion : 2010-11, 2012-13 et 2013-14. | - Coupe de l'AFC : - Finaliste : 2012 et 2014. |